# Hendecaneura
Hendecaneura is een geslacht van vlinders van de familie bladrollers (Tortricidae), uit de onderfamilie Olethreutinae.

## Soorten
- H. apicipictum Walsingham, 1900
- H. axiotima (Meyrick, 1937)
- H. cervinum Walsingham, 1900
- H. himalayana Nasu, 1996
- H. impar Walsingham, 1900
- H. rhododendrophaga Nasu & Komai, 1997
- H. shawiana (Kearfott, 1907)